# Сторрз, Джон Генри Брэдли
Джон Генри Брэдли Сторрз (англ. John Henry Bradly Storrs; 28 июня 1885, Чикаго — 1956, Мер, департамент Луар и Шер, Франция) — американский скульптор, живший и работавший преимущественно во Франции.
В 1905 г. уехал в Берлин, где первоначально учился пению и игре на фортепиано, затем на протяжении полугода изучал скульптуру в Гамбурге под руководством немецкого скульптора Артура Бока. Затем он некоторое время жил в Париже, путешествовал по Средиземноморью, где подпал под обаяние традиционного греческого и египетского искусства, след которого ощущался в дальнейшем в его работах. В 1907 г. Сторрз вернулся в США и учился в Бостоне у Белы Пратта и Лорадо Тафта, затем в Пенсильвании у Чарлза Графли. Наконец, с 1911 г. Сторрз жил в Париже и занимался в студии Огюста Родена, одновременно знакомясь с новейшими течениями в искусстве — прежде всего, с кубизмом и фовизмом. Во время Первой мировой войны Сторрз работал в парижских госпиталях, ухаживая за ранеными, — к этому периоду относятся наиболее известные из его ранних работ, «Три солдата» (англ. Three Soldiers; 1918) и «Скорбящие» (англ. Mourners; 1919). Среди заметных монументальных работ Сторрза — статуя Христа Царствующего (1929) перед собором Христа Царствующего в ирландском городе Корк.